# Geoje
Geoje is een stad in de Zuid-Koreaanse provincie Gyeongsangnam-do. De stad telt 230.000 inwoners en ligt in het zuiden van het land.

## Geschiedenis
Tijdens de Koreaanse Oorlog werden op Geoje veel krijgsgevangenen vastgehouden. Het eiland lag dicht bij Busan waar zwaar werd gevochten en als een eiland lag het geïsoleerd. Met op het hoogtepunt zo’n 170.000 gevangenen was het een van de grootste van zijn soort in Zuid-Korea. In 1953 werd het kamp gesloten. In 1997 werd het museumpark voor het publiek geopend. Naast veel informatie over de gevangenis staat ook militair materieel uit die tijd opgesteld.

## Economie
Op het eiland liggen twee grote scheepswerven. De werf van Samsung Heavy Industries beslaat een oppervlakte van 400 hectare. De kade heeft een totale lengte van 8 kilometer, voldoende om 24 schepen een ligplaats te bieden. Er zijn drie droogdokken en vijf drijvende dokken. Het grootste droogdok, nummer 3, is 640 meter lang en 97,5 meter breed.
In 1973 werd met de bouw gestart van de werf van Daewoo Shipbuilding & Marine Engineering (DSME) en in 1983 werd het project afgerond. Het is 430 hectare groot en telt in totaal vijf dokken. De werf bouwt onder andere gastankers, roro schepen en containerschepen en verder materieel voor de olie- en gaswinning op zee. Er werken zo’n 20.000 personen op de werf.

## Bestuurlijke indeling
- Sinhyeon-eup (신현읍)
- Ilun-myeon (일운면)
- Nambu-myeon (남부면)
- Dundeok-myeon (둔덕면)
- Yeoncho-myeon (연초면)
- Jangmok-myeon (장옥면)
- Dongbu-myeon (동부면)
- Geoje-myeon (거제면)
- Sadeung-myeon (사등면)
- Hacheong-myeon (하청면)
- Jangseungpo-dong (장승보동)
- Neingpo-dong
- Okpo 1-dong (옥보동)
- Okpo 2-dong (옥보동)
- Majeon-dong
- Aju-dong

## Partnersteden
- Longjing, China

## Geboren
- Moon Jae-in (1953), president van Zuid-Korea (2017-heden)